# Радогощ (Нижньосілезьке воєводство)
Радогощ (пол. Radogoszcz) — село в Польщі, у гміні Любань Любанського повіту Нижньосілезького воєводства.
Населення — 384 особи (2011).
У 1975-1998 роках село належало до Єленьоґурського воєводства.

## Демографія
Демографічна структура станом на 31 березня 2011 року:
|          | Загалом | Допрацездатний вік | Працездатний вік | Постпрацездатний вік |
| -------- | ------- | ------------------ | ---------------- | -------------------- |
| Чоловіки | 193     | 33                 | 142              | 18                   |
| Жінки    | 191     | 21                 | 129              | 41                   |
| Разом    | 384     | 54                 | 271              | 59                   |